# 1903 v letectví
Tento článek obsahuje seznam událostí souvisejících s letectvím, které proběhly roku 1903.

## První lety

### Prosinec
- 17. prosince – Wright Flyer, první let letadla bratří Wrightů u Kitty Hawku v Severní Karolíně[1]